# Verena Kiefer
Verena Kiefer (* 24. März 1964 in Saarbrücken) ist eine deutsche Übersetzerin.

## Leben
Verena Kiefer absolvierte ein Studium der Literaturwissenschaft, Romanistik und Betriebswirtschaftslehre, das sie 1994 mit dem Magistergrad abschloss. Sie war als Verlagsvertreterin tätig und
daneben als Übersetzerin. Seit 1997 ist sie freiberufliche Übersetzerin. Sie übersetzt Kinder- und Jugendbücher sowie Sachbücher aus dem Niederländischen ins Deutsche. 
Verena Kiefer lebt in Siegen und ist Mitglied im Verband deutschsprachiger Übersetzer literarischer und wissenschaftlicher Werke.

## Auszeichnungen
- 2021: Gustav-Heinemann-Friedenspreis für Kinder- und Jugendbücher für die Übersetzung des Jugendromans Reden ist Verrat, zusammen mit der Autorin Wilma Geldof[1]
- 2022: Luchs des Monats (Mai) für Wunderwelt Wald (als Übersetzerin; zus. mit Autor und Illustratorin)
- 2024: Luchs des Monats (April) für Die Gefühle der Tiere (als Übersetzerin; zus. mit Autorin und Illustrator)

## Übersetzungen (Auswahl)
- Frank R. Ankersmit: Die historische Erfahrung, Berlin 2012
- Jessica Antonis: Hunger nach weniger, Wien 2001
- Anita Baaijens: Wüstennomaden, München 2005
- Paul Biegel: Nachtgeschichten, München 1997
- Paul Biegel: Eine Nachtlegende, Stuttgart 2013
- Jonas Boets: Spy school, München 2012

1. In geheimer Mission.
2. Diamantenfieber.

- Elle van den Bogaart: Nicht laut genug, Würzburg 2007
- Mirjam Bolle: "Ich weiß, dieser Brief wird Dich nie erreichen", Frankfurt am Main 2006 (übersetzt zusammen mit Stefan Häring)
- Stella Braam: "Ich habe Alzheimer", Weinheim 2007 (übersetzt zusammen mit Stefan Häring)
- Dick Bruna: Der Apfel, München 1996
- Dick Bruna: Miffy, München 1996
- Dick Bruna: Miffy fährt Fahrrad, München 1996
- Dick Bruna: Miffy im Zoo, München 1996
- Dick Bruna: Miffy weint, München 1996
- Stasia Cramer: Meine liebsten Pferdegeschichten, München 2003
- Stasia Cramer: Neue Freunde vom Ponyhof, Ravensburg 1999
- Stasia Cramer: Pferdeträume, Ravensburg 2000
- Stasia Cramer: Tim und die Mädchen, Ravensburg 1999
- Stasia Cramer: Verliebt hoch zwei, Ravensburg 2002
- Martine F. Delfos: "Sag mir mal...", Weinheim 2004
- Martine F. Delfos: "Wie meinst du das?", Weinheim 2007
- Guy Didelez: Asselschlamassel, Luzern 1998
- Kristien Dieltiens: Das goldene Spiegelzeichen, Würzburg 2001
- Lieneke Dijkzeul: Schließ die Augen und sag mir, was du siehst, Würzburg 2008
- Lieneke Dijkzeul: Ein Traum vom Fußball, Würzburg 2006
- Douwe Draaisma: Das Buch des Vergessens, Berlin 2012
- Douwe Draaisma: Geist auf Abwegen, Frankfurt am Main 2008
- Douwe Draaisma: Halbe Wahrheiten, Berlin 2016
- Douwe Draaisma: Die Heimwehfabrik, Berlin 2009
- Douwe Draaisma: Die Metaphernmaschine, Darmstadt 1999
- Douwe Draaisma: Warum das Leben schneller vergeht, wenn man älter wird, Frankfurt am Main 2004
- Douwe Draaisma: Wie wir träumen, Berlin 2015
- Imme Dros: Der Junge mit dem Huhn, München 1997
- Imme Dros: (K)eine Liebe, München 1997
- Imme Dros: Lange Monate, München 1996
- Imme Dros: Lieber Philip, München 2000
- Imme Dros: Ein richtig schönes Kaninchen, München 1996
- Imme Dros: Der Sommer in diesem Jahr, München 1996
- Cox Feenstra: Das große ZwillingsBuch, Weinheim 2010 (übersetzt zusammen mit Stefan Häring)
- Harrie Geelen: Jan und das Gras, München 1997
- Harrie Geelen: Jans Pflanze, München 1996
- Wilma Geldof: Reden ist Verrat, Hildesheim 2020
- Martha Heesen: Jan auf Umwegen, Ravensburg 1998
- Marie-Louise ten Horn-van Nispen: 400000 Jahre Technikgeschichte, Darmstadt 1999
- Ben Kuipers: Wolf und Lamm, Ravensburg 2002

1. Das Geburtstagsgeschenk.
2. Eine Überraschung für Wolf.

- Martine Letterie: Robin und das gefährliche Turnier, Würzburg 2005
- Martine Letterie: Robin und die schwarzen Ritter, Würzburg 2003
- Martine Letterie: Robin und die wilden Ritter, Würzburg 2008 (übersetzt zusammen mit Stefan Häring)
- Ted van Lieshout: Kind zu vermieten, München 1997
- Ted van Lieshout: Lisa und die Limonadenmutter, München 1996
- Alexandra Penrhyn Lowe: Das Haus Anubis, Stuttgart (übersetzt zusammen mit Andrea Kluitmann)
  - 1. Der geheime Club der alten Weide, 2009
  - 2. Das Geheimnis des Grabmals, 2010
  - 3. Der geheimnisvolle Fluch, 2010
- Thérèse Major: Der Sprung, Würzburg 2009
- César Mallorquí: Das Kreuz von Eldorado, Ravensburg 2001
- Truus Matti: Apfelsinen für Mister Orange, Hildesheim 2013
- Truus Matti: Bitte umsteigen! Hamburg 2009
- Mein Pferd Amika. Merels Tagebuch. Streng geheim! Stuttgart 2012 (übersetzt zusammen mit Andrea Kluitmann)
- Mirjam Mous: Boy 7, Würzburg 2011
- Mirjam Mous: Password, Würzburg 2012
- Mirjam Mous: Room 27, Würzburg 2012
- Natur und Umwelt spielend entdecken, Troisdorf 2006 (übersetzt zusammen mit Andrea Kluitmann)
- Rebecca Noldus: Meeresfieber, Hamburg 2007
- Offen für Offenbarung, Münster 2005 (übersetzt zusammen mit Stefan Häring)
- Hans Petermeijer: 50 Meter bis zum Sieg, Ravensburg 2000
- Daan Remmerts de Vries: Die Nordwindhexe, Hamburg 2006
- Aline Sax: In einem Leben wie diesem, Würzburg 2008
- Aline Sax: Eine Welt dazwischen, Würzburg 2007 (übersetzt zusammen mit Stefan Häring)
- Wiebke van der Scheer: Arte in cucina auf Reisen, Hildesheim 2013
- Wiebke van der Scheer: 33 Künstler und ihre Lieblingsrezepte, Hildesheim 2010
- Wiebke van der Scheer: Kunstgenuss und Gaumenfreuden, Hildesheim 2011
- Jan Paul Schutten: Evolution oder Das Rätsel von allem, was lebt, Hildesheim 2014
- Jan Paul Schutten: Der Mensch: oder Das Wunder unseres Körpers und seiner Billionen Bewohner, Hildesheim 2016
- Jan Paul Schutten: Das Weltall oder Das Geheimnis, wie aus nichts etwas wurde, Hildesheim 2021
- Jan Paul Schutten: Wunderwelt Wald, Hildesheim 2022
- Marjan Schwegman: Maria Montessori, 1870 – 1952, Darmstadt 2000
- Inge Sleeboom: "Was bewegt dich", Weinheim 2013
- Paul Stewart: Das böse Erwachen, Ravensburg 1999
- Robbert Jan Swiers: Backstage feelings, Ravensburg 1998
- Henri Van Daele: Die Bären von Hügelwald, Hildesheim 2012
- Gerda Van Erkel: Ohne dich bin ich nur halb, Düsseldorf 2002
- Gerda Van Erkel: So hungry, Düsseldorf 2005
- Linda Van Mieghem: Moritz und das Tümpeltier, Luzern 1999
- Ina Vandewijer: Nanuk – im Zeichen des Bären, Zürich 2002
- Danny Verstegen: Kopfschuss, München 2004
- Peter Vervloed: Zoff im Tennisclub, Ravensburg 2000
- Herma Vogel: Eine Arche voller Geschichten, Wien 2001
- Jacques Vriens: Für Akkie!, München 2013
- Anke de Vries: Das Traumrad, Düsseldorf 2003
- Kees Waaldijk: Janusz Korczak, Weinheim 2002
- Frank Westerman: Ararat, Berlin 2008 (übersetzt zusammen mit Stefan Häring)
- Frank Westerman: Ingenieure der Seele, Berlin 2003 (übersetzt zusammen mit Gerd Busse)
- Frank Westerman: El Negro, Berlin 2005 (übersetzt zusammen mit Stefan Häring)